# Vacherin Mont-d'Or
Vacherin Mont-d'or é um queijo de massa mole e cor amarelo-marfim típico do vilarejo de Les Charbonnières, Vale de Joux, no Cantão Vaud, Suíça. É produzido com leite de vaca e envolto em uma tira retirada da árvore epicéa, nativa da região. Já envolto nessa tira flexível de madeira, o queijo passa por um processo de maturação de três semanas, durante a qual irá se desenvolver um fungo típico desse queijo. Também irá se formar uma casca mais rígida e o interior ficará mais cremoso.
Em média, cada 100g do queijo contém: 55g água, 24g gorduras, 19g de proteínas, 2g de sais minerais, dos quais 0.6g cálcio e 0,5 g de fósforo. Possui conteúdo calórico de 301Kcal.
Desde 1981 possui Denominação de Origem Controlada (AOC), tornando-se o sexto queijo suíço a possuir esta distinção. Na Suíça, o Vacherin Mont-d'Or é consumido quente.